# Suligost
Suligost – staropolskie imię męskie, złożone z dwóch członów: Suli- ("obiecywać" albo "lepszy, możniejszy") i -gost ("podejmować kogoś, gościć"). Mogło oznaczać "mający możniejszych gości", "lepiej podejmujący gości".
Niektóre możliwe staropolskie zdrobnienia: Sul, Sulak, Sulec, Sulech, Suled, Suledo, Sulej, Sulek, Sulen, Sulęt, Sulęta (masc.), Sulik, Sulist, Sulisz, Suliszek, Suliszka (masc.), Suliszko, Sulk, Sulka, Sulko, Suł, Suła (masc.), Sułak, Sułek, Sułk, Sułko, Sułoch, Sułoń, Sułosz, Sułuj, Sułuja (masc.), Suchala, Suchan, Suchanik, Suchań, Suchasz, Suchęcin, Suchla, Suchoń, Suchotek, Suchta, Suchto, Suszej, Suszek, Suszko, Suszyk.  
Suligost imieniny obchodzi 4 stycznia.